# Vasilefs Georgios (D14)
Vasilefs Georgios (D14) (tiếng Hy Lạp: 'ΒΠ Βασιλεύς Γεώργιος') là một tàu khu trục Hy Lạp, chiếc dẫn đầu trong lớp của nó, đã phục vụ cùng Hải quân Hoàng gia Hy Lạp và sau đó với Hải quân Đức Quốc xã dưới tên gọi Hermes (ZG 3) trong Chiến tranh Thế giới thứ hai. Con tàu được đặt tên theo Vua George I, và là chiếc tàu chiến thứ hai của Hy Lạp mang cái tên này.

## Lịch sử hoạt động

### Hải quân Hoàng gia Hy Lạp
Được chế tạo tại xưởng tàu của hãng Yarrow & Company ở Scotstoun, Scotland cùng với con tàu chị em Vasilissa Olga như một phiên bản từ lớp tàu khu trục G của Anh, nó là chiếc tàu chiến hiện đại nhất của Hải quân Hy Lạp vào lúc bắt đầu Chiến tranh Thế giới thứ hai, phục vụ như là soái hạm của Chi hạm đội Khu trục. Trong cuộc Chiến tranh Hy Lạp-Ý, nó tham gia hoạt động hộ tống vận tải, đồng thời tham gia các cuộc bắn phá thứ nhất và thứ ba vào tàu bè Ý trong eo biển Otranto vào các ngày 14-15 tháng 11 năm 1940 và 4-5 tháng 1 năm 1941.
Vào ngày 14 tháng 4 năm 1941, khi Đức Quốc xã tấn công Hy Lạp, trong khi neo đậu tại vũng biển Sofiko trong vịnh Saronic, Vasilefs Georgios bị máy bay đối phương không kích và bị hư hại nặng. Dưới quyền chỉ huy của hạm trưởng, Trung tá Hải quân P. Lappas, nó xoay xở đi đến được Xưởng hải quân Salamis nơi nó đi vào ụ tàu để sửa chữa. Tuy nhiên do sự tiến quân nhanh của Đức và không thể sửa chữa kịp thời, nó cuối cùng bị đánh đắm để tránh bị đối phương chiếm giữ.

### Hải quân Đức Quốc xã
Dù sao phía Đức vẫn tìm cách trục vớt và sửa chữa nó, rồi cho nhập biên chế cùng Hải quân Đức như là chiếc Hermes (ZG 3) vào ngày 21 tháng 3 năm 1942. Nó được sử dụng như là soái hạm của chi hạm đội Đức trong biển Aegean, dưới quyền chỉ huy của Đại tá Hải quân Rolf Johannesson, và hoạt động chủ yếu trong vai trò hộ tống các đoàn tàu vận tải. Vào ngày 16 tháng 11 năm 1942, ở gần mũi Kafireas, một trong các đoàn tàu vận tải này đã bị tàu ngầm Hy Lạp Triton tấn công, đưa đến hậu quả là Triton bị một trong các tàu hộ tống đánh chìm.
Từ tháng 4 năm 1943, dưới quyền chỉ huy của Trung tá Hải quân Curt Rechel, Hermes tham gia hộ tống các đoàn tàu vận tải đi Tunisia. Tại đây nó ghi được chiến công đánh chìm chiếc tàu ngầm Anh HMS Splendid vào ngày 21 tháng 4. Tuy nhiên, chỉ mười ngày sau đó, nó bị máy bay Đồng Minh tấn công ngoài khơi mũi Bon, khiến 23 người thiệt mạng và con tàu bị hư hại nặng. Nó được kéo đến La Goulette và bị đánh đắm tại đây vào ngày 7 tháng 5, khi quân Đồng Minh tiến vào Tunis.